# Flemming Jensen (bokser)
 Der er flere personer med dette navn, se Flemming Jensen (flertydig).
Flemming Jensen (født 4. april 1949 i Randers) var en dansk bokser i sværvægtsklassen. Han fik tilnavnet ”Fnugget”, da nogle mente, at han bevægede sig let trods sin størrelse. I 1970 var han med til at starte Bokseklubben Thor i Randers.
Som amatør boksede Flemming Jensen for BK Thor i Randers. Han vandt det jyske mesterskab 7 gange (1969-1975) og det danske mesterskab i 1971 og 1973-1974. 
Flemming Jensen debuterede som professionel som 25-årig med en sejr over amerikaneren Jack Johnson, hvis rekordliste bød på striber af nederlag, og Flemming Jensens debut den 15. februar 1975 forløb planmæssigt, da han stoppede amerikaneren i 4 omgang. I sin tredje kamp boksede Flemming Jensen mod tyskeren Charly Graf i Ludwigshafen og blev slået ud i 3. omgang. Karrieren blev herefter sat på standby, men Flemming Jensen gjorde comeback to år senere, da han i en forkamp til EM-kampen mellem Jørgen Hansen og Marco Scano tilføjede den italienske sværvægter Antimo Tescione sit femte nederlag i træk. Flemming Jensen vandt yderligere en kamp, og var herefter klar til at bokse sin første professionelle kamp i København, da han den 16. marts 1978 mødte englænderen Tommy Kiely. I en uskøn kamp tabte Jensen på point, og opgav herefter karrieren definitivt.
Flemming Jensen fik 6 kampe, hvor af de 4 blev vundet (1 før tid) og 2 tabt.